# 阿纳托利·克瓦什宁
阿纳托利·瓦西里耶维奇·克瓦什宁（俄语：Анатолий Васильевич Квашнин，1946年8月15日—2022年1月7日），俄罗斯军事人物，曾任俄罗斯联邦总统驻西伯利亚联邦管区全权代表、俄罗斯联邦武装力量总参谋长等职。大将军衔。

## 生平
1946年8月15日生于巴什基爾蘇維埃社會主義自治共和國烏法的一个军人家庭。
1960年随家人移居库尔干州。1964年毕业于达尔马托沃第一中学。1969年毕业于库尔干机器制造学院，同年应征入伍，在土耳其斯坦军区摩托化步兵第201师坦克第401团服役。1973年进入装甲兵军事学院学习。1976年毕业后，任苏军中央集群近卫摩托化步兵第18师坦克第360团参谋长、副团长。1978年任团长。1981年2月，任坦克第31师参谋长、副师长。1982年7月，任中亚军区坦克第78师师长。1987年进入苏军总参谋部军事学院深造。
1989年毕业后，任第28集团军第一副司令。1992年5月，任红旗坦克第7集团军司令。1992年8月，任俄罗斯联邦武装力量总参谋部作战部副部长。1994年12月至1995年2月，担任北高加索军区联合集群司令。1995年2月至1997年5月，担任北高加索军区司令。1997年5月至2004年7月，担任俄罗斯联邦国防部第一副部长兼俄罗斯联邦武装力量总参谋长。2004年9月退役。2000年6月至2010年9月，担任俄罗斯联邦安全会议成员。2004年9月至2010年9月，担任俄罗斯联邦总统驻西伯利亚联邦管区全权代表。2011年8月退休。
2021年12月，因感染2019新型冠状病毒入院治疗，随后病情恶化。1月6日紧急转至莫斯科布尔坚科军事临床总医院，1月7日因心肌梗塞抢救无效逝世，终年76岁。葬于联邦军人纪念公墓。

## 荣誉
- 俄罗斯联邦英雄（1999年10月27日）
- 二级祖国功勋勋章（2010年9月14日）
- 三级祖国功勋勋章（2004年7月19日）
- 四级祖国功勋勋章（2001年）
- 亚历山大·涅夫斯基勋章（2016年10月3日）
- 勇气勋章
- 荣誉勋章（2006年8月21日）
- 三级在苏联武装力量中为祖国服务勋章（1980年1月8日）

## 军衔
- 少将（1984年10月15日）
- 中将（1993年2月18日）
- 上将（1995年2月22日）
- 大将（1997年11月25日）